# Dursun Ali Eğribaş
Dursun Ali Eğribaş (né en 1933 - mort en août 2014) est un lutteur turc spécialiste de la lutte gréco-romaine. Il participe aux Jeux olympiques d'été de 1956 dans la catégorie des poids mouches (-52 kg). Il y remporte la médaille de bronze.

## Palmarès

### Jeux olympiques
- Jeux olympiques de 1956 à Melbourne,  Australie
  -  Médaille de bronze.